# دادويج دجاجاكوسوما
جادوج جاياكوسوما (Djadoeg Djajakusuma)، اندونيسي (ولد في 1 أغسطس 1918 في مقاطعة تيمانغونغ، جاوة الوسطى، توفي في جاكرتا، 28 أكتوبر 1987 عن عمر يناهز 69 سنة)، هو ممثل ومخرج أفلام ومروج للأشكال الفنية التقليدية. أهتم بالفنون في سن مبكرة من عمره، واختار أن يمارس مهنتة في المسرح. خلال الاحتلال الياباني من عام 1943 إلى عام 1945 كان مترجما وممثلا، وفي الثورة الوطنية التي دامت أربع سنوات ثم عمل في الفرقة التعليمية العسكرية، والعديد من وكالات الأنباء، وفي الدراما.

## روابط خارجية
- دادويج دجاجاكوسوما على موقع IMDb (الإنجليزية)
- دادويج دجاجاكوسوما على موقع قاعدة بيانات الفيلم (الإنجليزية)